# Road America
Road America es un autódromo de 6.515 metros de extensión inaugurado en 1955 y situado en la localidad de Elkhart Lake, estado de Wisconsin, Estados Unidos. Entre las categorías que han visitado el circuito se encuentran la Championship Auto Racing Teams, la IndyCar Series (a partir de 2016) Indy Lights (en 1986, desde 1988 hasta 1990 y en 2016), la Fórmula Atlantic (desde 1986 hasta 1990, desde 1996 hasta 2002 y desde 2004 hasta 2008), el Campeonato IMSA GT (entre 1979 y 1993), la Grand-Am Rolex Sports Car Series (en 2000 y 2001 y a partir de 2011), la American Le Mans Series (a partir de 2002), la Copa NASCAR (a partir de 2021), la NASCAR Xfinity Series (a partir de 2010), la CanAm, la Trans-Am y la Fórmula 5000 Estadounidense.
Rodeado de bosques, el trazado posee curvones, zonas sinuosas, rectas largas y amplios desniveles. El complejo también incluye una pista de karting; anteriormente existía un circuito de tierra para carreras de autocross.

## Gran Premio de Road America
La serie CART/Champ Car disputó el Gran Premio de Road America desde 1982 hasta 2004 y luego en 2006 y 2007. Se disputaba habitualmente en agosto o septiembre. Después de la unificación de la Champ Car con la IndyCar Series, Road América no fue incluido en el calendario, sin embargo regresó para la temporada 2016.
Los pilotos más exitosos han sido Michael Andretti, Mario Andretti y Emerson Fittipaldi, con tres victorias cada uno. Micheal además llegó segundo en cuatro ocasiones. En cambio, Bobby Rahal llegó segundo en tres ocasiones y tercero en otras tantas, y Al Unser Jr. arribó segundo en cuatro ocasiones y tercero en una, pero ninguno de los dos logró triunfar.
| 1982      | Héctor Rebaque                     | March Cosworth                | Forsythe            |                |                |
| 1983      | Mario Andretti                     | Lola Cosworth                 | Newman/Haas         |                |                |
| 1984      | Mario Andretti                     | Lola Cosworth                 | Newman/Haas         |                |                |
| 1985      | Jacques "Jacquo" Villeneuve        | March Cosworth                | Canadian Tire       |                |                |
| 1986      | Emerson Fittipaldi                 | March Cosworth                | Patrick             |                |                |
| 1987      | Mario Andretti                     | Lola Chevrolet                | Newman/Haas         |                |                |
| 1988      | Emerson Fittipaldi                 | Lola Chevrolet                | Patrick             |                |                |
| 1989      | Danny Sullivan                     | Penske Chevrolet              | Penske              |                |                |
| 1990      | Michael Andretti                   | Lola Chevrolet                | Newman/Haas         |                |                |
| 1991      | Michael Andretti                   | Lola Chevrolet                | Newman/Haas         |                |                |
| 1992      | Emerson Fittipaldi                 | Penske Chevrolet-Ilmor        | Penske              |                |                |
| 1993      | Paul Tracy                         | Penske Racing Chevrolet-Ilmor | Penske              |                |                |
| 1994      | Jacques Villeneuve                 | Reynard Ford-Cosworth         | Forsythe/Green      |                |                |
| 1995      | Jacques Villeneuve                 | Reynard Ford-Cosworth         | Green               |                |                |
| 1996      | Michael Andretti                   | Lola Ford-Cosworth            | Newman/Haas         |                |                |
| 1997      | Alex Zanardi                       | Reynard Honda                 | Ganassi             |                |                |
| 1998      | Dario Franchitti                   | Reynard Honda                 | Green               |                |                |
| 1999      | Christian Fittipaldi               | Swift Ford-Cosworth           | Newman/Haas         |                |                |
| 2000      | Paul Tracy                         | Reynard Honda                 | Green               |                |                |
| 2001      | Bruno Junqueira                    | Lola Toyota                   | Ganassi             |                |                |
| 2002      | Cristiano da Matta                 | Lola Toyota                   | Newman/Haas         |                |                |
| 2003      | Bruno Junqueira                    | Lola Ford-Cosworth            | Newman/Haas         |                |                |
| 2004      | Alex Tagliani                      | Lola Ford-Cosworth            | Rocketsports        |                |                |
| 2005      | No se disputó.                     | No se disputó.                | No se disputó.      | No se disputó. | No se disputó. |
| 2006      | A. J. Allmendinger                 | Lola Ford-Cosworth            | Forsythe            |                |                |
| 2007      | Sébastien Bourdais                 | Panoz Cosworth                | Newman/Haas/Lanigan |                |                |
| 2008-2015 | No se disputó.                     | No se disputó.                | No se disputó.      | No se disputó. | No se disputó. |
| 2016      | Will Power                         | Dallara Chevrolet             | Penske              |                |                |
| 2017      | Scott Dixon                        | Dallara Honda                 | Chip Ganassi        |                |                |
| 2018      | Josef Newgarden                    | Dallara Chevrolet             | Penske              |                |                |
| 2019      | Alexander Rossi                    | Dallara Honda                 | Andretti            |                |                |
| 2020      | Scott Dixon (primera carrera)      | Dallara Honda                 | Chip Ganassi        |                |                |
| 2020      | Felix Rosenqvist (segunda carrera) | Dallara Honda                 | Chip Ganassi        |                |                |
| 2021      | Álex Palou                         | Dallara Honda                 | Chip Ganassi        |                |                |

## 500 Millas de Road America
Luego de que una carrera rutera en Elkhart Lake fuera abandonada en la década de 1950, Road America albergó en 1955 una carrera de automóviles deportivos de 150 millas de duración, como fecha puntuable del SCCA National Sports Car Championship. Al año siguiente, la carrera duró seis horas. En 1957 se adoptó la denominación 500 Millas de Road America y esa duración, equivalente a 800 km. En 1963, la carrera pasó a formar parte del United States Road Racing Championship, el campeonato profesional de automóviles deportivos del Sports Car Club of America. Con la desaparición de este tras la temporada 1968, la carrera se dejó de disputar.
El Campeonato IMSA GT revivió las 500 Millas de Road America en 1979. En 1990, la carrera se descompuso en tres mangas: dos de 250 km para sport prototipos (la primera se canceló por lluvia), y una de 300 km para gran turismos. La duración pasó a 300 y 200 km respectivamente para la edición 1991, y 120 y 60 minutos para 1992. En 1993, todas las clases compitieron juntas una carrera de 500 km, y la categoría no volvió a Road America.
La Grand-Am Rolex Sports Car Series disputó carreras de 500 millas en 2000 y 2001. A partir de 2002, la American Le Mans disputa las 500 de Road America, aunque con una duración menor: 4 horas 15 minutos en 2002; 4 horas en 2007, 2008, 2011 y 2012; y 2 horas 45 minutos en las ediciones restantes.
El evento fue incluido en 2014 en el calendario de la United SportsCar Championship, categoría formada por la Rolex Sports Car Series y American Le Mans Series.
| Año                                    | Pilotos                               | Pilotos                               | Pilotos                               | Equipo                                | Automóvil                             |                |
| SCCA National Sports Car Championship  | SCCA National Sports Car Championship | SCCA National Sports Car Championship | SCCA National Sports Car Championship | SCCA National Sports Car Championship | SCCA National Sports Car Championship |                |
| -------------------------------------- | ------------------------------------- | ------------------------------------- | ------------------------------------- | ------------------------------------- | ------------------------------------- | -------------- |
| 1955                                   | Phil Hill                             | Phil Hill                             | Phil Hill                             | Tilp                                  | Ferrari 750 Monza                     |                |
| 1956                                   | John Kilborn                          | Howard Hively                         | Howard Hively                         | Kilborn                               | Ferrari 315 MM                        |                |
| 1957                                   | Phil Hill                             | Phil Hill                             | Phil Hill                             | Greenspun                             | Ferrari 315 Sport                     |                |
| 1958                                   | Gaston Andrey                         | Lance Reventlow                       | Lance Reventlow                       | North American                        | Ferrari 335 Sport                     |                |
| 1959                                   | Ed Crawford                           | Walt Hansgen                          | Walt Hansgen                          | Cunningham                            | Lister Jaguar                         |                |
| 1960                                   | Dave Causey                           | Luke Stear                            | Luke Stear                            | Causey                                | Maserati Tipo 61                      |                |
| 1961                                   | Walt Hansgen                          | Augie Pabst                           | Augie Pabst                           | Cunningham                            | Maserati Tipo 63                      |                |
| 1962                                   | Jim Hall                              | Hap Sharp                             | Hap Sharp                             | Hall                                  | Chaparral 1-Chevrolet                 |                |
| United States Road Racing Championship |                                       |                                       |                                       |                                       |                                       |                |
| 1963                                   | Augie Pabst                           | Bill Wuesthoff                        | Bill Wuesthoff                        | Schmidt                               | Elva Porsche                          |                |
| 1964                                   | Walt Hansgen                          | Augie Pabst                           | Augie Pabst                           | Mecom                                 | Ferrari 250 LM                        |                |
| 1965                                   | Jim Hall                              | Hap Sharp                             | Ronnie Hissom                         | Hall                                  | Chaparral 2A Chevrolet                |                |
| 1966                                   | Chuck Parsons                         | Chuck Parsons                         | Chuck Parsons                         | Hilton                                | McLaren Elva Chevrolet                |                |
| 1967                                   | Chuck Parsons                         | Skip Scott                            | Skip Scott                            | Haas                                  | McLaren Elva Chevrolet                |                |
| 1968                                   | Chuck Parsons                         | Skip Scott                            | Skip Scott                            | Haas                                  | Lola T70 Chevrolet                    |                |
| 1969-1978                              | No se disputó.                        | No se disputó.                        | No se disputó.                        | No se disputó.                        | No se disputó.                        | No se disputó. |
| Campeonato IMSA GT                     |                                       |                                       |                                       |                                       |                                       |                |
| 1979                                   | David Hobbs                           | Derek Bell                            | Derek Bell                            | McLaren                               | BMW Serie 3                           |                |
| 1980                                   | John Paul Jr.                         | John Paul Sr.                         | John Paul Sr.                         | JLP                                   | Porsche 935                           |                |
| 1981                                   | Rolf Stommelen                        | Harald Grohs                          | Harald Grohs                          | Andial Meister                        | Porsche 935                           |                |
| 1982                                   | John Fitzpatrick                      | David Hobbs                           | David Hobbs                           | Fitzpatrick                           | Porsche 935                           |                |
| 1983                                   | Klaus Ludwig                          | Tim Coconis                           | Tim Coconis                           | Zakspeed                              | Ford Mustang                          |                |
| 1984                                   | Al Holbert                            | Derek Bell                            | Derek Bell                            | Holbert                               | Porsche 962                           |                |
| 1985                                   | Drake Olson                           | Bobby Rahal                           | Bobby Rahal                           | Dyson                                 | Porsche 962                           |                |
| 1986                                   | Al Holbert                            | Al Unser Jr.                          | Al Unser Jr.                          | Holbert                               | Porsche 962                           |                |
| 1987                                   | Price Cobb                            | Johnny Dumfries                       | Johnny Dumfries                       | Dyson                                 | Porsche 962                           |                |
| 1988                                   | Geoff Brabham                         | John Morton                           | John Morton                           | Electramotive                         | Nissan GTP ZX-T                       |                |
| 1989                                   | Geoff Brabham                         | Chip Robinson                         | Chip Robinson                         | Electramotive                         | Nissan GTP ZX-T                       |                |
| 1990                                   | Geoff Brabham                         | Geoff Brabham                         | Geoff Brabham                         | Electramotive                         | Nissan NPT-90                         |                |
| 1991                                   | Davy Jones                            | Davy Jones                            | Davy Jones                            | Jaguar                                | Jaguar XJR-16                         |                |
| 1992                                   | Juan Manuel Fangio II                 | Juan Manuel Fangio II                 | Juan Manuel Fangio II                 | All American Racers                   | Eagle Toyota                          |                |
| 1993                                   | John Winter                           | Manuel Reuter                         | Manuel Reuter                         | Joest                                 | Porsche 962C                          |                |
| 1994-1999                              | No se disputó.                        | No se disputó.                        | No se disputó.                        | No se disputó.                        | No se disputó.                        | No se disputó. |
| Grand-Am Rolex Sports Car Series       |                                       |                                       |                                       |                                       |                                       |                |
| 2000                                   | Didier Theys                          | Freddy Lienhard                       | Mauro Baldi                           | Doran                                 | Ferrari 333 SP-Judd                   |                |
| 2001                                   | Didier Theys                          | Freddy Lienhard                       | Mauro Baldi                           | Doran                                 | Ferrari 333 SP-Judd                   |                |
| American Le Mans Series                |                                       |                                       |                                       |                                       |                                       |                |
| 2002                                   | Tom Kristensen                        | Rinaldo Capello                       | Rinaldo Capello                       | Audi                                  | Audi R8 LMP                           |                |
| 2003                                   | Johnny Herbert                        | J. J. Lehto                           | J. J. Lehto                           | Champion                              | Audi R8 LMP                           |                |
| 2004                                   | J. J. Lehto                           | Marco Werner                          | Marco Werner                          | Champion                              | Audi R8 LMP                           |                |
| 2005                                   | Frank Biela                           | Emanuele Pirro                        | Emanuele Pirro                        | Champion                              | Audi R8 LMP                           |                |
| 2006                                   | Frank Biela                           | Emanuele Pirro                        | Emanuele Pirro                        | Audi                                  | Audi R10 TDI                          |                |
| 2007                                   | Romain Dumas                          | Timo Bernhard                         | Timo Bernhard                         | Penske                                | Porsche RS Spyder                     |                |
| 2008                                   | Lucas Luhr                            | Marco Werner                          | Marco Werner                          | Audi                                  | Audi R10 TDI                          |                |
| 2009                                   | Scott Sharp                           | David Brabham                         | David Brabham                         | Highcroft                             | Acura ARX-02a                         |                |
| 2010                                   | Paul Drayson                          | Jonny Cocker                          | Jonny Cocker                          | Drayson                               | Lola B09/60                           |                |
| 2011                                   | Klaus Graf                            | Lucas Luhr                            | Lucas Luhr                            | Aston Martin                          | Lola-Aston Martin B08/62              |                |
| 2012                                   | Guy Smith                             | Chris Dyson                           | Chris Dyson                           | Dyson                                 | Lola B12/60-Mazda                     |                |
| 2013                                   | Klaus Graf                            | Lucas Luhr                            | Lucas Luhr                            | Pickett                               | HPD ARX-03a                           |                |
| United SportsCar Championship          |                                       |                                       |                                       |                                       |                                       |                |
| 2014                                   | João Barbosa                          | Christian Fittipaldi                  | Christian Fittipaldi                  | Action Express                        | Chevrolet Corvette DP                 |                |
| 2015                                   | Dane Cameron                          | Eric Curran                           | Eric Curran                           | Action Express                        | Chevrolet Corvette DP                 |                |
| 2016                                   | Dane Cameron                          | Eric Curran                           | Eric Curran                           | Action Express                        | Chevrolet Corvette DP                 |                |
| 2017                                   | Pipo Derani                           | Johannes van Overbeek                 | Johannes van Overbeek                 | Extreme Speed                         | Nissan Onroak DPi                     |                |
| 2018                                   | Jon Bennett                           | Colin Braun                           | Colin Braun                           | Core                                  | Oreca-Gibson                          |                |
| 2019                                   | Jonathan Bomarito                     | Harry Tincknell                       | Harry Tincknell                       | Joest                                 | Mazda RT24-P                          |                |
| 2020                                   | Hélio Castroneves                     | Ricky Taylor                          | Ricky Taylor                          | Penske                                | Acura ARX-05                          |                |
| 2021                                   | Pipo Derani                           | Felipe Nasr                           | Felipe Nasr                           | Action Express                        | Cadillac DPi                          |                |

## NASCAR

### Copa NASCAR
| Año  | Ganador       | Equipo       | Marca     |
| ---- | ------------- | ------------ | --------- |
| 1956 | Tim Flock     | Bill Stroppe | Mercury   |
| 2021 | Chase Elliott | Hendrick     | Chevrolet |

### Xfinity Series
| Año  | Ganador            | Equipo            | Marca     |
| ---- | ------------------ | ----------------- | --------- |
| 2010 | Carl Edwards       | Roush Fenway      | Ford      |
| 2011 | Reed Sorenson      | Turner            | Chevrolet |
| 2012 | Nelson Piquet, Jr. | Turner            | Chevrolet |
| 2013 | A.J. Allmendinger  | Penske Racing     | Ford      |
| 2014 | Brendan Gaughan    | Richard Childress | Chevrolet |
| 2015 | Paul Menard        | Richard Childress | Chevrolet |
| 2016 | Michael McDowell   | Richard Childress | Chevrolet |
| 2017 | Jeremy Clements    | Jeremy Clements   | Chevrolet |
| 2018 | Justin Allgaier    | JR                | Chevrolet |
| 2019 | Christopher Bell   | Joe Gibbs         | Toyota    |
| 2020 | Austin Cindric     | Penske            | Ford      |
| 2021 | Kyle Busch         | Joe Gibbs         | Toyota    |

## Galería

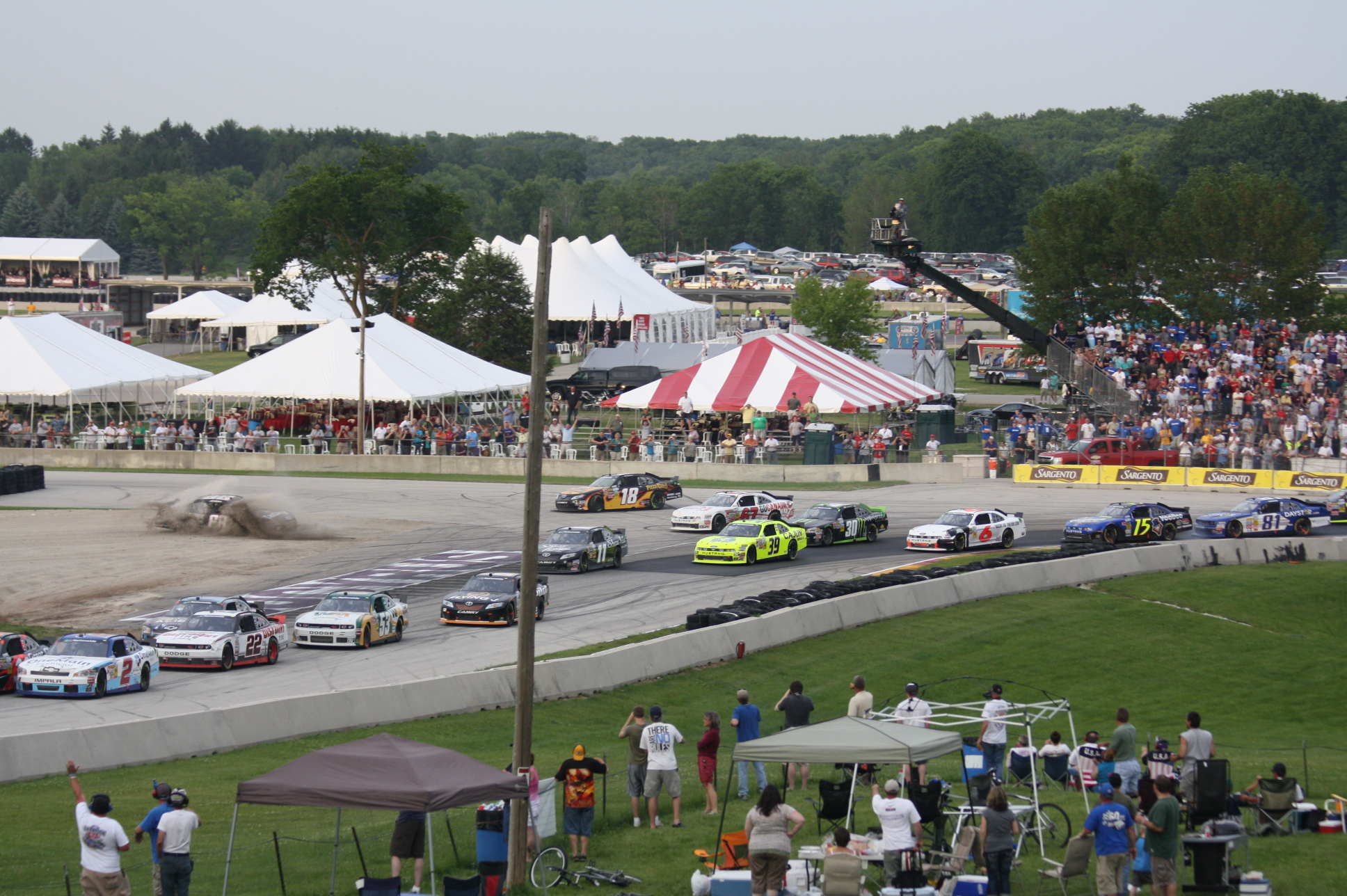
200 de Road America de la Nascar Nationwide Series 2011
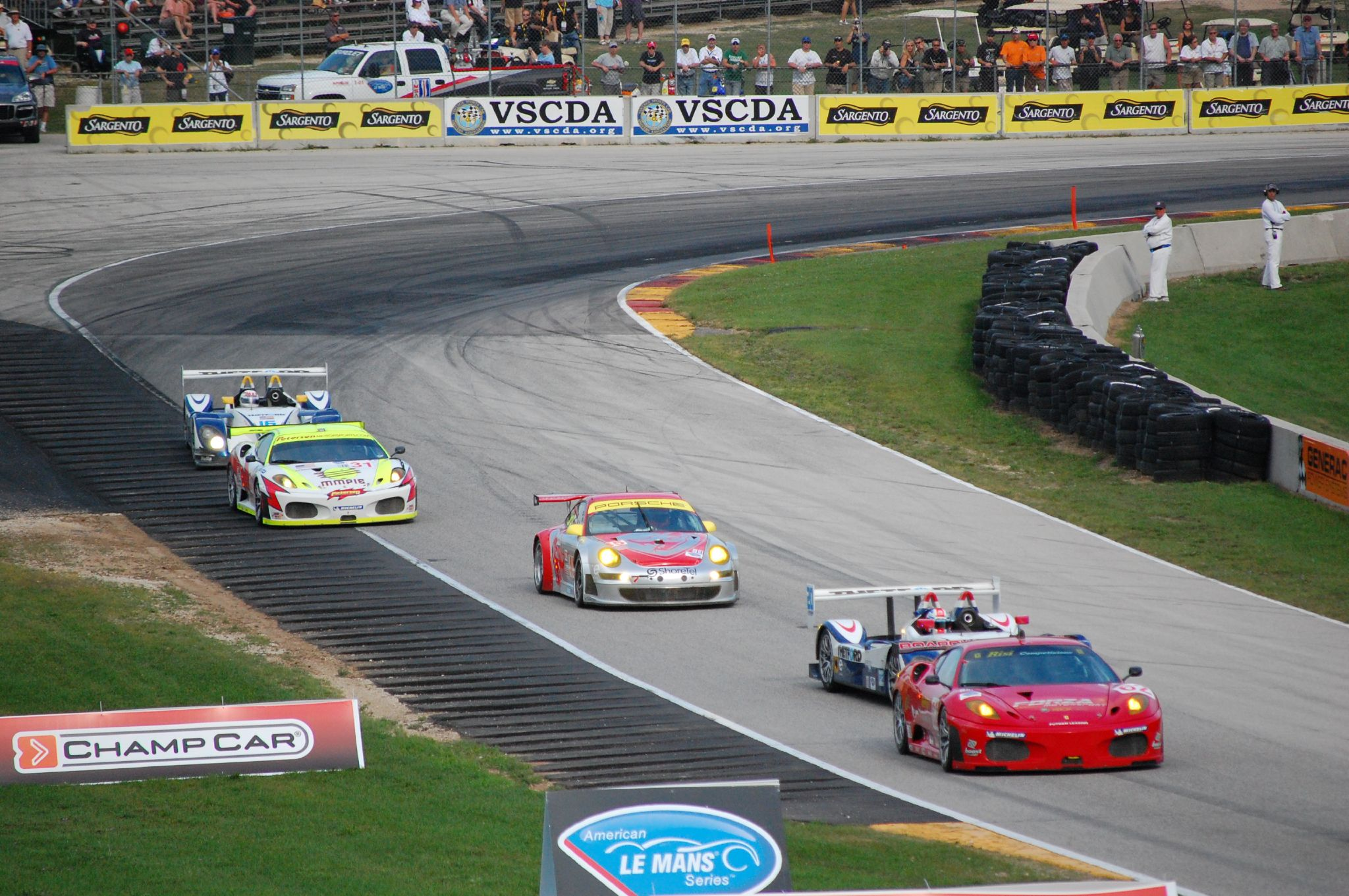
500 de Road America de la American Le Mans Series 2007
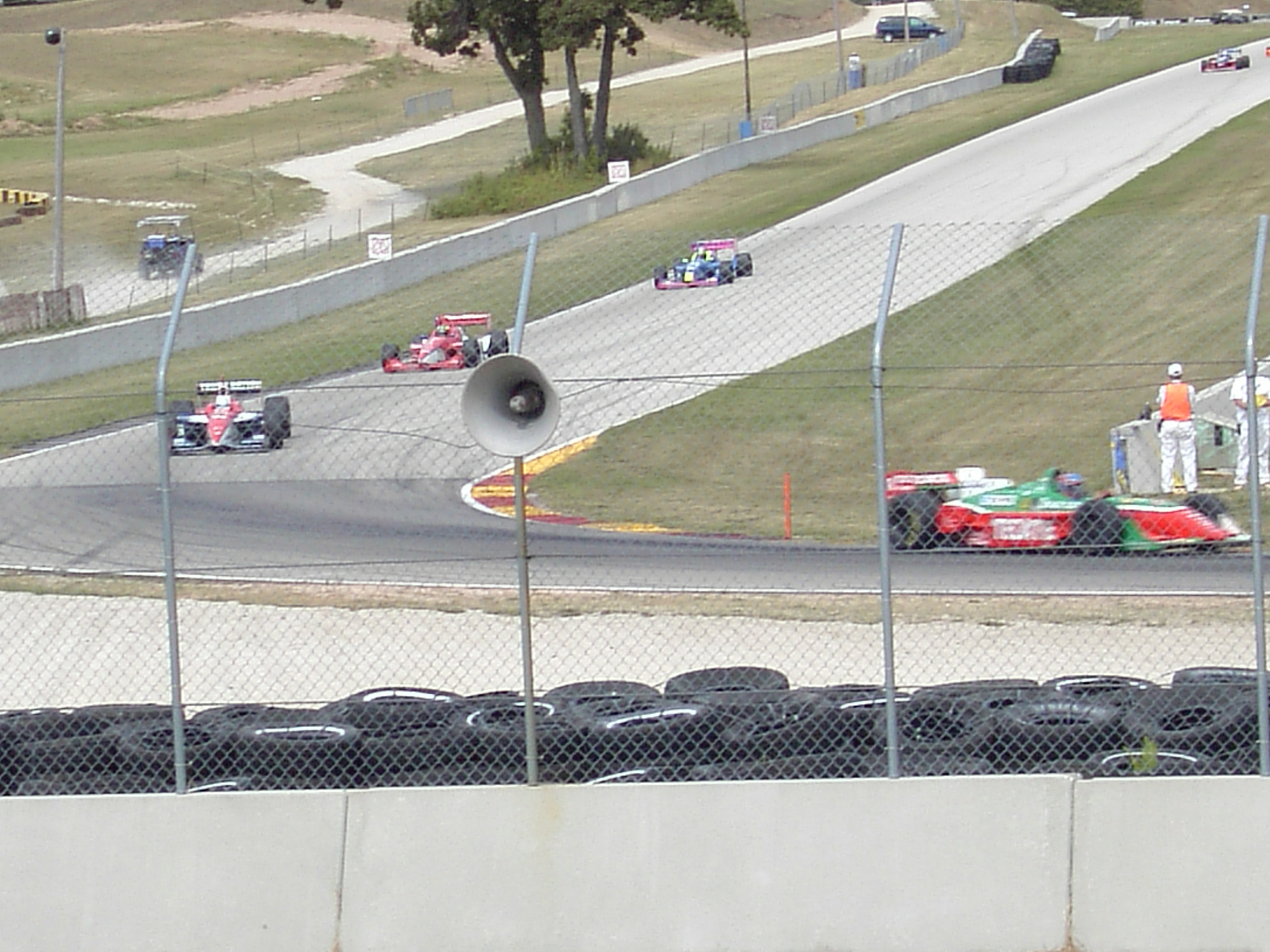
Carrera histórica de automóviles Indy en 2007